# صفوة (مغنية)
صفوة (1945 - 19 نوفمبر 2021)، مُغنيّة تونسية، اسمها الحقيقي نبيهة الفرفوري، عُرفت باسم «صفوة» ولقّبها الملحن محمد الجموسي بـ«جوهرة الجنوب»، غنت أول أغنية لها بعنوان «رد بالك رد».

## بداياتها
كانت البداية الفنية لصفوة في بداية الستينات الميلادية، وبدأت مسيرتها الفنية من المسرح في ولاية صفاقس، ثم انضمت للمجموعة الصوتية لفرقة الموسيقى للإذاعة والتلفزة الوطنية، ثم تبناها فنيًا الملحن محمد الجموسي ودعمها وأطلق عليها «جوهرة الجنوب» نظرًا لكونها قادمة من صفاقس عاصمة الجنوب التونسي.

## أعمالها
قدمت صفوة مجموعة من الأغاني، وأحيت حفلات غنائية في تونس وخارجها، ولها مشاركات في عدد من المهرجانات ونالت عدة تكريمات. من أغانيها:
- يا اللي ماشي للجزيرة
- وطني
- دبلج وحديدة
- الدنيا لينا
- الربيع جانا
- نهارك فل صباح الخير

## وفاتها
توفيت يوم الجمعة 14 ربيع الآخر 1443 هجريًّا الموافق 19 نوفمبر 2021م، في إحدى مصحات صفاقس عن عمرٍ ناهز 76 عامًا. نعتها وزارة الثقافة التونسية في بيان جاء فيه: «تنعى وزارة الشؤون الثقافية بكل حسرة وأسى الفنانة الكبيرة صفوة التي وافتها المنية اليوم الجمعة 19 نوفمبر 2021. وتعتبر الفقيدة صفوة (واسمهاالحقيقي نبيهة الڨرڨوري) واحدة من أبرز الأصوات الفنية الجميلة في تونس، لقّبت ب"جوهرة الجنوب" وكان لها حضورا وبصمة في الساحة الفنية والثقافية منذ اكتشافها في بداية الستّينات من القرن الماضي».